# 篁村

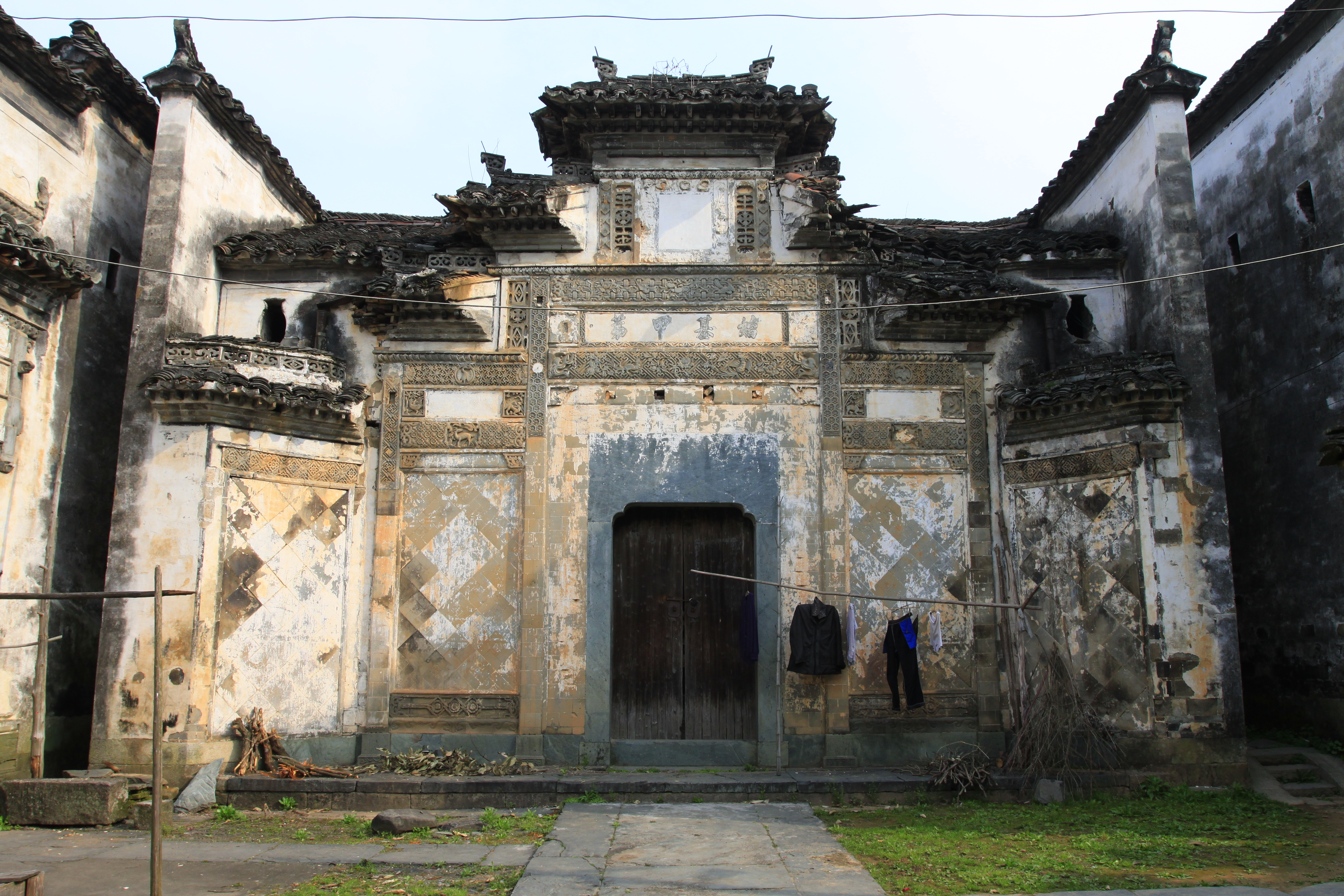
篁村余氏宗祠

篁村是江西省上饶市婺源县（旧属安徽省徽州府）沱川乡的一个古村落。余姓的聚居地和发源地。篁村建村于北宋末年，是一个以余姓为主的血缘村落。
据《沱川余氏宗谱》载：沱川余氏始祖余道潜，与朱熹的父亲朱松是宋徽宗政和八年（1118年）同科进士，任桐庐主簿。庚子年(1120年)，余道潜因避朱勔采奇石，弃官携全家由安徽桐城迁婺源沱川篁村。
篁村拥有国家重点文物保护单位1处： 
1. 篁村余庆堂（婺源宗祠的子项，6-608）

上饶市文物保护单位1处：
1. 余松茂宅，

婺源县文物保护单位9处：
1. 余庆堂，沱川乡篁村（已升为国家重点文物保护单位）
2. 余长科宅，沱川乡篁村
3. 张细莲宅，沱川乡篁村
4. 余少河宅，沱川乡篁村
5. 方国庆宅，沱川乡篁村
6. 大夫桥，沱川乡篁村
7. 篁岭香楠，沱川乡篁村
8. 篁村古桧，沱川乡篁村
9. 引堰，沱川乡篁村 4座